# Sylvia Jebiwott Kibet
Sylvia Jebiwott Kibet (* 28. März 1984 in Kapchorwa, Distrikt Keiyo, Provinz Rift Valley) ist eine kenianische Langstreckenläuferin.

## Leben
Bereits in frühen Jahren konnte sie einige Erfolge vorweisen. 1998 gewann sie den Titel im 3000-Meter-Lauf bei den afrikanischen Jugendmeisterschaften. 1999 holte sie die Silbermedaille im 1500-Meter-Lauf bei den Jugendweltmeisterschaften in Bydgoszcz. 2000 folgte noch eine Bronzemedaille über 3000 Meter bei den afrikanischen Jugendmeisterschaften. Trotz dieser vielversprechenden Resultate beschloss Kibet, sich vorerst auf ihre schulische Ausbildung zu konzentrieren. Die Rückkehr in den Laufsport 2003 bereitete ihr nach der langen Pause einige Schwierigkeiten und war zunächst nicht von langer Dauer, da sie 2004 Mutter wurde.
Erst Ende 2005 startete sie einen neuen Anlauf zu ihrer sportlichen Karriere. Im Frühjahr gelangen ihr Siege beim Lagarina-Halbmarathon, beim Nizza-Halbmarathon und beim Südtiroler Frühlings-Halbmarathon; danach errang sie Bronze im 5000-Meter-Lauf bei den Afrikameisterschaften in Bambous. 2007 siegte sie bei den 10 km du Conseil Général und gewann bei den Afrikaspielen in Algier eine weitere Bronzemedaille über 5000 Meter. Außerdem startete sie im selben Jahr bei den Weltmeisterschaften in Ōsaka, wo sie als Vierte über diese Distanz eine Medaille nur um 5 Hundertstelsekunden verpasste. Am Silvestertag siegte sie bei der BOclassic.
2008 wurde sie jeweils Vierte bei den Hallenweltmeisterschaften in Valencia über 3000 m und bei den Olympischen Spielen in Peking über 5000 Meter. Zum Saisonabschluss wurde sie Zweite beim Montferland Run und siegte bei der Corrida de Houilles.
Im Jahr darauf wurde sie Zweite beim Nizza-Halbmarathon und gewann erneut die 10 km du Conseil Général. Bei den Weltmeisterschaften in Berlin gelang es ihr schließlich, in die Medaillenränge zu laufen. Über 5000 Meter gewann sie in 14:58,33 min hinter ihrer Landsfrau Vivian Jepkemoi Cheruiyot Silber. Bei den Hallenweltmeisterschaften in Doha kam sie über 3000 Meter abermals auf den vierten Platz. Im selben Jahr wurde sie Zweite bei den Glasgow Women’s 10k und holte bei den Commonwealth Games in Neu-Delhi Silber über 5000 Meter. 2011 wurde sie bei den Weltmeisterschaften in Daegu über 5000 Meter erneut Zweite hinter Cheruiyot, 2012 wurde sie bei den Hallenweltmeisterschaften in Istanbul zum dritten Mal in Folge Vierte über 3000 Meter.
2015 wurde sie Zweite beim Haspa Marathon Hamburg, 2018 noch einmal Vierte.
Sylvia Jebiwott Kibet ist 1,57 m groß und wiegt 44 kg. Ihre ältere Schwester Hilda Kibet und ihre Cousine Lornah Kiplagat sind ebenfalls erfolgreiche Langstreckenläuferinnen.

## Persönliche Bestzeiten
- 1500 m: 4:07,87 min, 6. Juni 2010, Rabat
  - Halle: 4:05,33 min, 10. Februar 2010, Stockholm
- 3000 m: 8:37,48 min, 22. Juli 2010, Monaco
  - Halle: 8:40,50 min, 11. März 2012, Istanbul
- 5000 m: 14:31,91 min, 23. Mai 2010, Shanghai
- 10.000 m: 30:47,20 min, 14. Juni 2009, Utrecht
- 10-km-Straßenlauf: 31:20 min, 9. Mai 2010, Glasgow
- Halbmarathon: 1:09:51 h, 19. April 2009, Nizza
- Marathon: 2:26:16 h, 26. April 2015, Hamburg